# René Mortiaux
René Mortiaux (1881 - ?) va ser un corredor de bobsleigh belga, que va competir a començaments del segle xx.
El 1924 va prendre part en els Jocs Olímpics de Chamonix, on guanyà la medalla de bronze en la prova de bobs a 4 formant equip amb Charles Mulder, Paul Van den Broeck, Victor Verschueren i Henri Willems.